# Sois sage
Sois sage è un film del 2009 diretto da Juliette Garcias.